# Białoławka
Białoławka – rów położony w Krainie Wielkich Jezior Mazurskich. Łączy jeziora Białoławki (w którym ma swoje źródło) i jezioro Kocioł, gdzie znajduje się jego ujście. Położony między miejscowościami Kwik i Kociołek Szlachecki. Ma długość ok. 2 km. Mniej więcej w połowie swojego biegu krzyżuje się z trasą Orzysz-Pisz.
Występują w nim:
- płoć
- karaś
- okoń
- szczupak
- sielawa
- węgorz

Niedaleko od źródła występuje sztuczne spiętrzenie, prawdopodobnie mające na celu przyspieszenie nurtu. Przy brzegach dno jest muliste, w środkowej części kamieniste. Brzegi porośnięte są dosyć szerokim pasem roślinności szuwarowej: głównie trzcina pospolita, sitowie, bliżej źródła kosaciec żółty, skrzyp bagienny. W środkowej części rowu duże ilości rdestnicy. Można również napotkać ślady działalności bobrów.
Rów Białoławka jest śródlądową drogą wodną.